# Даница Милић
др Даница Милић (Миљковић) (Бела Црква, 22. септембар 1924 – Београд, 11. новембар 2011) била је историчар, економиста, научни саветник у Историјском институту у Београду.

## Биографија
Основну школу завршила у Белој Цркви, а матурирала је у Женској гимназији у Крагујевцу 1943. године. На Економском факултету у Београду дипломирала је 1949. године, а докторску дисертацију Развој трговачког капитала у Србији у првој половини 19. века одбранила у Српској академији наука 1956. године. Радила је у Историјском институту у Београду од 1949. до 1988. године у свим звањима, од асистента до научног саветника. Била је директор Историјског института од децембра 1973. до фебруара 1987. године. Пензионисана је 1988. године
По позиву је радила као експерт у Међудржавној комисији Аустрије и Југославије за извршење тзв. Архивског споразума из 1923. године и реституције културно-историјских добара однетих у Првом и Другом светском рату, од 1975. као експерт, а од 1978. и као члан делегације у име СР Србије, све до последњег заседања ове Комисије 1989. године.
Активно је учествовала у раду Друштва историчара Србије и Савезу историчара Југославије. Била је председник Југословенске комисије за економску историју Савеза друштава историчара Југославије, члан редакција Зборника Музеја Србије, Iugoslaviae Acta oeconomica historica Iugoslaviae, разних издања Архива Србије и Историјског института и уредник Историјског часописа.

## Историографски рад
Област научног истраживања Данице Милић била је је привредна и економска историја Србије и балканских земаља 19. и 20. века. Објавила је више од 200 радова у домаћим и страним часописима и неколико монографских публикација о рударству и другим привредним делатностима, истакнутим економистима, трговцима и привредницима, као и поглавља у историјама Београда, Шапца, Ужица. Већи број својих радова посветила је улози страног капитала, страних банака и осигуравајућих друштава у развитку Србије, са посебним нагласкон на учешће немачког капитала до стварања југословенске државе. Имала је истакнуто место међу историчарима привреде Србије и Југоисточне Европе, као и у међународним научним асоцијацијама за истраживање економске историје.

### Одабрана дела
- Страни капитал у рударству Србије до 1918, уредник Јорјо Тадић, Историјски институт, Београд 1970.
- Трговина Србије (1815-1839), Нолит, Београд, 1959.
- Прилози расветљавању привредних односа Србије и Русије у 19. веку, Мешовита грађа (Miscellanea) 1, Београд (1956). стр. 3–87.
- Букурешка агенција и српско-влашка трговина сољу, Историјски часопис 18, Београд (1971). стр. 347–373.
- Привреда Београда (1815-1914), Историја Београда 2 : Деветнаести век, Београд, САНУ, Одељење историјских наука, (1974). стр. 349–376.
- Један век привредне историје Шапца (1815-1914), Шабац у прошлости 3, Шабац, Глас Подриња, (1980). стр. 5–204.
- “Непокретна каса” : Из предисторије банкарства у Србији, Мешовита грађа (Miscellanea) 9, Београд, Историјски институт (1981). стр. 193–239.
- Развој привреде у Јадру до 1914. године, Јадар у прошлости, Лозница, Радио Подриње ; СИЗ културе Лозница, (1985). стр. 341–400.
- Привреда у Рађевини у 19. веку, Рађевина у прошлости. Прва књига (до 1941. године). Београд, Скупштина општине Крупањ, (1986). стр. 269–308.
- Učešće Jevreja u bankarstvu Srbije do Prvog svetskog rata, Zbornik Jevrejskog istorijskog muzeja 8, Beograd (1992). стр. 168–182.
- Привреда и финансије у рату 1914-1915, Годишњак за друштвену историју 3, 1-2 )1996). стр. 7–22
- Нишка привреда у првој половини 19. века, Зборник, 10, Народни музеј, Ниш (2001). стр. 133–172
- Државна иницијатива у рударству Србије и доношење Рударског закона 1866. године, Баштиник 8, Неготин (2005). стр. 5-30